# Александар Ристич
Александар Ристич (на босненски Aleksandar Ristić) е бивш босненски футболист и настоящ треньор, роден на 28 юни 1944 г. в Сараево.

## Кариера

### Като футболист
Ристич, който по образование е учител по физическо възпитание, играе в различни отбори в бивша Югославия до 1974 г. След това играе четири сезона за Айнтрахт Брауншвайг, където треньор е Бранко Зебец. Освен 78 мача за първенство, Ристич има и четири в евротурнирите.

### Като треньор
През 1980 Александар Ристич става помощник-треньор на Зебец в Хамбургер. След уволнението на Зебец през декември същата година, Ристич застава начело на отбора и под негово ръководство Хамбургер става вицешампион. След идването на Ернст Хапел босненецът отново става помощник-треньор до 1983. Следват две години като старши треньор на Айнтрахт Брауншвайг и три и половина начело на Фортуна Дюселдорф. От 1990 в продължение на година и половина е треньор на Шалке 04, първо във Втора Бундеслига, а след като спечелва промоция, и в Първа. От август 1992 до ноември 1996 той отново работи във Фортуна Дюселдорф. По време на прекараните общо над седем години в този отбор Ристич успява да спечели уважението на феновете, които го наричат Крал Алекс. Въпреки че героят в песента на дюселдорфската рокгрупа Ди Тотен Хозен (запалени фенове на отбора) Hier kommt Alex (Алекс идва) не е Ристич, запалянковците на отбора я пеят в негова чест. От 1998 до 2003 (с прекъсване през сезон 2000/2001) Ристич е треньор на Рот-Вайс Оберхаузен. След това за кратко тренира Унион Берлин, а от сезон 2007/2008 работи в Юрдинген 05.

## Успехи

### Като футболист
- 1 х Трето място в Първа Бундеслига: 1977

### Като треньор
- 1 х Вицешампион на Германия: 1981 с Хамбургер
- 2 х шампион на Втора Бундеслига: 1989 с Фортуна и 1991 с Шалке